# Neope pulahoides
Neope pulahoides är en fjärilsart som beskrevs av Moore 1880-1892. Neope pulahoides ingår i släktet Neope och familjen praktfjärilar. Inga underarter finns listade i Catalogue of Life.